# Bytnica (gmina)
Pour les articles homonymes, voir Bytnica.
Bytnica est une gmina rurale (gmina wiejska) de la powiat de Krosno Odrzańskie, dans la Voïvodie de Lubusz, dans l'ouest de la Pologne.
Son siège administratif (chef-lieu) est le village de Bytnica, qui se situe environ 14 kilomètres au nord de Krosno Odrzańskie (siège de la powiat) et 33 kilomètres au nord-ouest de Zielona Góra (siège de la diétine régionale).
La gmina couvre une superficie de 208,74 kilomètres carrés pour une population de 2 605 habitants en 2006.

## Histoire
De 1975 à 1998, la gmina est attachée administrativement à la voïvodie de Zielona Góra.

Depuis 1999, elle fait partie de la voïvodie de Lubusz.

## Géographie
La gmina inclut les villages et localités de :

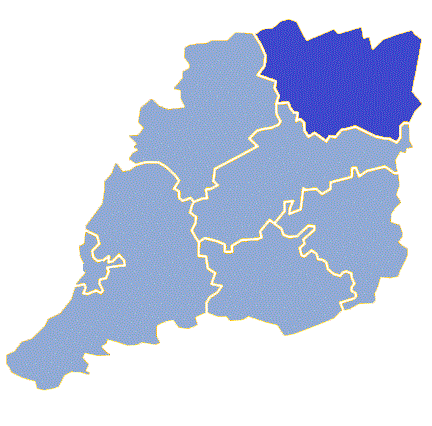
Plan de la gmina

- Budachów
- Dobrosułów
- Drzewica
- Garbowo
- Głębokie
- Grabin
- Gryżyna
- Kępiny
- Pliszka
- Smolary Bytnickie
- Struga
- Szklarka

### Gminy voisines
La gmina de Bytnica est voisine des gminy suivantes :
- Czerwieńsk
- Krosno Odrzańskie
- Łagów
- Maszewo
- Skąpe
- Torzym

## Structure du terrain
D'après les données de 2002, la superficie de la commune de Bytnica est de 208,74 kilomètres carrés, répartis comme telle :
- terres agricoles : 15%
- forêts : 77%

La commune représente 15,06% de la superficie du powiat.

## Démographie
Données du 30 juin 2004 :
| Description        | Total  | Total | Femmes | Femmes | Hommes | Hommes |
| ------------------ | ------ | ----- | ------ | ------ | ------ | ------ |
| Unité              | Nombre | %     | Nombre | %      | Nombre | %      |
| Population         | 2 628  | 100   | 1 323  | 50,3   | 1 305  | 49,7   |
| Densité (hab./km²) | 12,6   | 12,6  | 6,3    | 6,3    | 6,2    | 6,2    |